# Ichthyodes rufitarsis
Ichthyodes rufitarsis là một loài bọ cánh cứng trong họ Cerambycidae.